# Basketbol'nyj klub Chimki 2016-2017
Questa voce raccoglie le informazioni riguardanti il Basketbol'nyj klub Chimki nelle competizioni ufficiali della stagione 2016-2017.

## Stagione
La stagione 2016-2017 del Basketbol'nyj klub Chimki è la 18ª nel massimo campionato russo di pallacanestro, la VTB United League.

## Roster
Aggiornato al 27 luglio 2018
| Chimki Moscow Region 2016-17 | Chimki Moscow Region 2016-17 |
| Giocatori                    | Staff tecnico                |
| ---------------------------- | ---------------------------- |

| N. | Naz.                                           | Ruolo | Nome                | Anno | Alt.   | Peso   |  |
| -- | ---------------------------------------------- | ----- | ------------------- | ---- | ------ | ------ |  |
| 0  | Stati Uniti (bandiera) · Georgia (bandiera)    | P     | Jacob Pullen        | 1989 | 183 cm | 85 kg  |  |
| 1  | Russia (bandiera)                              | PG    | Aleksej Šved        | 1988 | 198 cm | 86 kg  |  |
| 2  | Stati Uniti (bandiera)                         | A     | Perry Jones         | 1991 | 211 cm | 107 kg |  |
| 2  | Stati Uniti (bandiera)                         | G     | Markel Brown        | 1992 | 191 cm | 84 kg  |  |
| 5  | Stati Uniti (bandiera)                         | GA    | Justin Carter       | 1987 | 193 cm | 91 kg  |  |
| 6  | Stati Uniti (bandiera)                         | AP    | Robbie Hummel       | 1989 | 203 cm | 99 kg  |  |
| 7  | Russia (bandiera)                              | C     | Ruslan Pateev       | 1990 | 213 cm | 113 kg |  |
| 8  | Russia (bandiera)                              | G     | Vjačeslav Zajcev    | 1989 | 190 cm | 85 kg  |  |
| 9  | Russia (bandiera)                              | G     | Egor Vjal'cev       | 1985 | 193 cm | 88 kg  |  |
| 10 | Russia (bandiera)                              | C     | Dmitrij Sokolov     | 1985 | 214 cm | 113 kg |  |
| 11 | Russia (bandiera)                              | AP    | Stanislav Il'nickij | 1994 | 200 cm | 98 kg  |  |
| 12 | Russia (bandiera)                              | AP    | Sergej Monja (C)    | 1983 | 202 cm | 99 kg  |  |
| 13 | Russia (bandiera)                              | AP    | Valerij Lichodej    | 1986 | 204 cm | 97 kg  |  |
| 16 | Rep. del Congo (bandiera) · Francia (bandiera) | AP    | Nobel Boungou Colo  | 1988 | 202 cm | 90 kg  |  |
| 19 | Montenegro (bandiera)                          | C     | Marko Todorović     | 1992 | 210 cm | 111 kg |  |
| 21 | Stati Uniti (bandiera)                         | AP    | Jeremy Evans        | 1987 | 206 cm | 91 kg  |  |
| 22 | Stati Uniti (bandiera) · Bulgaria (bandiera)   | P     | E.J. Rowland        | 1983 | 188 cm | 86 kg  |  |
| -  | Russia (bandiera)                              | G     | Timofej Jakušin     | 1997 | 194 cm | 82 kg  |  |

| Allenatore                                                                            |
| - Duško Ivanović                                                                      |
| Assistente/i                                                                          |
| - Dražen Orešković - Tane Spasev Legenda - (C) Capitano - (IN) Inattivo - Infortunato |

## Mercato

### Sessione estiva
| Acquisti | Acquisti           | Acquisti            | Acquisti      | Acquisti |
| R.a      | Nome               | da                  | Modalità      |          |
| -------- | ------------------ | ------------------- | ------------- | -------- |
| P        | Jacob Pullen       | Cedevita Junior     | definitivo    |          |
| G        | Vjačeslav Zajcev   | Krasnyj Oktjabr'    | definitivo    |          |
| A        | Perry Jones        | Free agent          | definitivo    |          |
| GA       | Justin Carter      | Guangdong S. Tigers | definitivo    |          |
| AC       | Marko Todorović    | Bilbao Berri        | fine prestito |          |
| AP       | Valerij Lichodej   | UNICS Kazan'        | definitivo    |          |
| AP       | Nobel Boungou Colo | Limoges CSP         | definitivo    |          |
| P        | E.J. Rowland       | H. Gerusalemme      | definitivo    |          |

| Cessioni | Cessioni        | Cessioni       | Cessioni       | Cessioni |
| R.       | Nome            | a              | Modalità       |          |
| -------- | --------------- | -------------- | -------------- | -------- |
| AG       | James Augustine | CSKA Mosca     | fine contratto |          |
| PG       | Tyrese Rice     | Barcellona     | rescissione    |          |
| G        | Petteri Koponen | Barcellona     | rescissione    |          |
| GA       | Zoran Dragić    | Olimpia Milano | rescissione    |          |
| AC       | Josh Boone      | Karşıyaka      | fine contratto |          |
| AP       | Tyler Honeycutt | Anadolu Efes   | fine contratto |          |
| C        | Paul Davis      |                | ritirato       |          |
| AG       | Maksim Šeleketo | PSK Sakhalinsk | fine contratto |          |
| C        | Nikita Ivanov   | Samara         | fine contratto |          |

### Dopo l'inizio della stagione
| Acquisti | Acquisti      | Acquisti            | Acquisti        | Acquisti   |
| R.       | Nome          | da                  | Data            | Modalità   |
| -------- | ------------- | ------------------- | --------------- | ---------- |
| G        | Markel Brown  | Cleveland Cavaliers | 25 ottobre 2016 | definitivo |
| AP       | Robbie Hummel | Denver Nuggets      | 29 ottobre 2016 | definitivo |
| A        | Jeremy Evans  | Indiana Pacers      | 29 ottobre 2016 | definitivo |

| Cessioni | Cessioni      | Cessioni           | Cessioni        | Cessioni    |
| R.       | Nome          | a                  | Data            | Modalità    |
| -------- | ------------- | ------------------ | --------------- | ----------- |
| A        | Perry Jones   | Free agent         | 11 ottobre 2016 | rescissione |
| GA       | Justin Carter | Maccabi Kiryat Gat | 25 ottobre 2015 | rescissione |